# Vinoba Bhave
Vinoba Bhave (właściwie Vinayak Narahari Bhave; ur. 11 września 1895, zm. 15 listopada 1982) – filozof, religioznawca i polityk indyjski.
Pochodził z rodziny bramińskiej. W 1916 został uczniem Mahatmy Gandhiego. W latach 20. i 30. wielokrotnie internowany za udział w akcjach przeciwko panowaniu brytyjskiemu. W 1940 aresztowany za protest przeciwko udziałowi Indii w II wojnie światowej, zwolniony w 1944. Po zamordowaniu Gandhiego (30 stycznia 1948) stał się jednym z głównych przywódców gandystów. Był inicjatorem kilku ruchów społecznych, w tym akcji mającej na celu redystrybucję ziemi uprawnej poprzez zwracanie jej chłopom (bhudan).
Propagował walkę bez użycia przemocy - w 1979, stosując protest głodowy, wymusił na rządzie związkowym zapewnienie respektowania zakazu uboju krów. W 1984 został pośmiertnie uhonorowany Orderem Bharat Ratna.
Opublikował Bhoodan Yajna (1953).